# Rubén Peña
Rubén Peña Jiménez (Avila, 18 luglio 1991) è un calciatore spagnolo, difensore o centrocampista del Leganés.

## Caratteristiche tecniche
È un terzino destro che può giocare anche come esterno di centrocampo. Dotato di una grande tecnica di base, ha anche una grande continuità nelle partite per via della sua concentrazione e tatticità. Dispone di un buon dribbling per andare sul fondo e crossare per i compagni in area. Ha anche un tiro preciso e potente.

## Statistiche

### Presenze e reti nei club
Statistiche aggiornate al 25 settembre 2024.
| Stagione          | Squadra           | Campionato        | Campionato | Campionato | Coppe nazionali | Coppe nazionali | Coppe nazionali | Coppe continentali | Coppe continentali | Coppe continentali | Altre coppe | Altre coppe | Altre coppe | Totale | Totale |
| Stagione          | Squadra           | Comp              | Pres       | Reti       | Comp            | Pres            | Reti            | Comp               | Pres               | Reti               | Comp        | Pres        | Reti        | Pres   | Reti   |
| ----------------- | ----------------- | ----------------- | ---------- | ---------- | --------------- | --------------- | --------------- | ------------------ | ------------------ | ------------------ | ----------- | ----------- | ----------- | ------ | ------ |
| 2012-2013         | Real Valladolid   | PD                | 4          | 0          | CR              | 2               | 0               | -                  | -                  | -                  | -           | -           | -           | 6      | 0      |
| 2013-2014         | Guijuelo          | SDB               | 35         | 4          | -               | -               | -               | -                  | -                  | -                  | -           | -           | -           | 35     | 4      |
| 2014-2015         | Leganés           | SD                | 30         | 1          | CR              | 1               | 0               | -                  | -                  | -                  | -           | -           | -           | 31     | 1      |
| 2015-2016         | Leganés           | SD                | 30         | 8          | CR              | 4               | 1               | -                  | -                  | -                  | -           | -           | -           | 34     | 9      |
| Totale Leganés    | Totale Leganés    | Totale Leganés    | 60         | 9          |                 | 5               | 1               |                    | -                  | -                  |             | -           | -           | 65     | 10     |
| 2016-2017         | Eibar             | PD                | 28         | 1          | CR              | 6               | 1               | -                  | -                  | -                  | -           | -           | -           | 34     | 2      |
| 2017-2018         | Eibar             | PD                | 28         | 1          | CR              | 2               | 0               | -                  | -                  | -                  | -           | -           | -           | 30     | 1      |
| 2018-2019         | Eibar             | PD                | 31         | 1          | CR              | 1               | 0               | -                  | -                  | -                  | -           | -           | -           | 32     | 1      |
| Totale Eibar      | Totale Eibar      | Totale Eibar      | 87         | 3          |                 | 9               | 1               |                    | -                  | -                  |             | -           | -           | 96     | 4      |
| 2019-2020         | Villarreal        | PD                | 26         | 2          | CR              | 4               | 0               |                    | -                  | -                  |             | -           | -           | 30     | 2      |
| 2020-2021         | Villarreal        | PD                | 19         | 1          | CR              | 3               | 0               | UEL                | 8                  | 0                  | -           | -           | -           | 30     | 1      |
| 2021-2022         | Villarreal        | PD                | 7          | 0          | CR              | 2               | 0               | UCL                | 2                  | 0                  | SU          | 0           | 0           | 11     | 0      |
| Totale Villarreal | Totale Villarreal | Totale Villarreal | 52         | 3          |                 | 9               | 0               |                    | 10                 | 0                  |             | -           | -           | 71     | 3      |
| 2022-2023         | Osasuna           | PD                | 20         | 0          | CR              | 4               | 0               |                    | -                  | -                  |             | -           | -           | 24     | 0      |
| 2023-2024         | Osasuna           | PD                | 29         | 0          | CR              | 2               | 0               | UECL               | 2                  | 0                  | SS          | 1           | 0           | 34     | 0      |
| 2024-2025         | Osasuna           | PD                | 5          | 0          | CR              | 0               | 0               |                    | -                  | -                  |             | -           | -           | 5      | 0      |
| Totale Osasuna    | Totale Osasuna    | Totale Osasuna    | 53         | 0          |                 | 6               | 0               |                    | 2                  | 0                  |             | 1           | 0           | 62     | 0      |
| Totale carriera   | Totale carriera   | Totale carriera   | 292        | 19         |                 | 31              | 2               |                    | 12                 | 0                  |             | 1           | 0           | 336    | 21     |

## Palmarès

### Competizioni internazionali
- UEFA Europa League: 1

Villarreal: 2020-2021